# 额斜虫科
额斜虫科（学名：Epiclintidae）为排毛目的一个科。

## 下级分类
本科包括以下属：
- 额斜虫属 Epiclintes Stein, 1862
- Eschaneustyla Stokes, 1886